# Brauerei Haberstumpf
La Brauerei Haberstumpf est une brasserie à Trebgast, dans le Land de Bavière (Allemagne).

## Histoire
L'ancêtre de la brasserie, le "Schenckstatt" (c'est-à-dire un bar), est mentionné pour la première fois en 1394 et se situait sur la place de l'église. En 1531, les frères Schmidt obtiennent le « droit de pruiser et de pailler ».
De 1813 à 1948, la brasserie appartient à la famille Haberstump. Lorsque August Haberstump meurt dans un accident dans la brasserie en août 1948, la brasserie passe à sa nièce Helga Wernlein, qui la lègue à son fils Hans Wernlein.
En 2017, en raison de la disparition de distributeurs depuis les années 1980, la brasserie connaît des difficultés financières, ce qui conduit à l'arrêt temporaire de la production. À l'automne 2019, l'entrepreneur de Kulmbach, Bernd Förtsch, acquiert la brasserie Haberstump.

## Production
La brasserie Haberstump brasse diverses bières toujours disponibles ou saisonnières sous les noms "Gagelmännla", "Zunft-Pils", "Derweiße August", "Die Schwarze Kunni", "Helles Vollbier", "Zwicklbier", "Kellerkrönla" et "Hopfenbock".
Dans les années 1960, le brasseur Christian Hahn crée la recette de la Hahn-Zwergla ; la recette est redécouverte à sa mort en 1995.
En août 1993, Haberstump brasse pour la première fois une bière biologique sous le nom de "Landkrönla" et est ainsi une pionnière du mouvement biologique.